# 뇌샤텔역
뇌샤텔역(프랑스어: Gare de Neuchâtel)은 스위스 뇌샤텔주의 수도인 뇌샤텔 지자체를 운행하고 있다. 1857년에 개장한 이 역은 스위스 연방 철도가 소유하고, 운영한다.
이 역은 스위스에서 가장 중요한 철도 노선 중 하나인 쥐라 풋 철도(올텐-제네바 공항)의 일부를 이루고 있으며, 제네바와 취리히 사이의 시외 열차에서 사용하는 두 노선 중 하나이다. 또한 스위스 연방 철도 노선과 르로클과 폰타리어, 베른의 BLS 라인의 교차점이기도 하다.

## 위치
뇌샤텔역은 도심 북동쪽에 위치한 플라스 드 라 가레(Place de la Gare)에 위치해 있으며, 중앙 보행자 구역에서 도보로 약 15분 거리에 있다. 푸남뷜레 강삭철도는 역과 대학 근처 마을 의 하부로 연결된다.

## 운행편
2021년 12월 시간표 변경 시, 다음 서비스는 뇌샤텔에서 정차한다:
- 인터시티:
  - 로잔과 취리히 중앙 사이의 시간당 서비스.
  - 제네바 공항과 로르샤흐 간 시간당 운행.
- 인터레기오: 라쇼드퐁과 베른 사이의 시간당 서비스.
- 레기오익스프레스:
  - 르로클까지 시간당 서비스.
  - 파리-로잔 TGV 리리아 서비스와 연결, 프라스네에 하루에 세 개의 열차.
- 레기오:
  - 빌/비엔까지 시간당 반시간 서비스.
  - 부테에 반 시간 서비스.
  - 꼬셀-뻬슈까지 반시간 동안 운행.
  - 고르기에르-생오빈까지 시간당 운행이 운행될 수 있으며, 이베르동레뱅까지는 출퇴근 시간대에 운행
- RER 프리부르 S20 / 베른 S-반 S5: 프리부르 또는 베른에 시간당 서비스 및 로몽에 평일에 시간당 서비스.

## 같이 보기
- 스위스의 철도
- 뇌샤텔 노면전차